# Pierre Jean Georges Cabanis
Pour les articles homonymes, voir Cabanis.
Pierre Jean Georges Cabanis, né  le  5 juin 1757  au manoir de Salagnac, à Cosnac (Limousin), et mort le 5 mai 1808 dans le hameau de Rueil, à Seraincourt, est un médecin, physiologiste, philosophe et député français. Influencé par les idées des Lumières, membre de la Société des amis de la Constitution, il est l'un des réformateurs de l'enseignement de la médecine en France.

## Biographie

### Origine et formation
Cabanis est issu d'une vieille famille du Limousin, d'importants propriétaires depuis le XVIe siècle, et détenteurs quasi-héréditaires de charges d'avocats auprès de parlements locaux. Son père, Jean Baptiste Cabanis, était avocat, et en tant que physiocrate s'occupait d'agriculture et d'innovations en économie rurale. Il était aussi l'un des collaborateurs de Turgot, intendant en Limousin, de 1761 à 1774.
Cabanis perd sa mère à l'âge de 7 ans, il se montre alors rebelle lors de sa première éducation par des prêtres locaux. À l'âge de dix ans, il est envoyé au collège Doctrinaire de Brive où il passa quatre années (1767-1771), avant d'être renvoyé pour indiscipline. Exaspéré, son père l'envoie à Paris à l'âge de 14 ans, avec une lettre d'introduction de Turgot à son protégé le jeune poète Antoine Roucher.
Auprès de Roucher, Cabanis apprend le goût pour les lettres et la poésie, mais son père ne peut plus le convaincre de revenir à Brive. Il entreprend une traduction d'Homère (chants de l'Iliade) mais il n'obtient qu'un succès d'estime dans les salons parisiens; en 1773, il accompagna le prince-évêque de Wilno à Varsovie en qualité de secrétaire. De 1773 à 1775, il voyagea en Allemagne et en Pologne. Pressé par son père de prendre un état, affecté par ce qu'il considère comme un échec littéraire, il choisit la médecine.

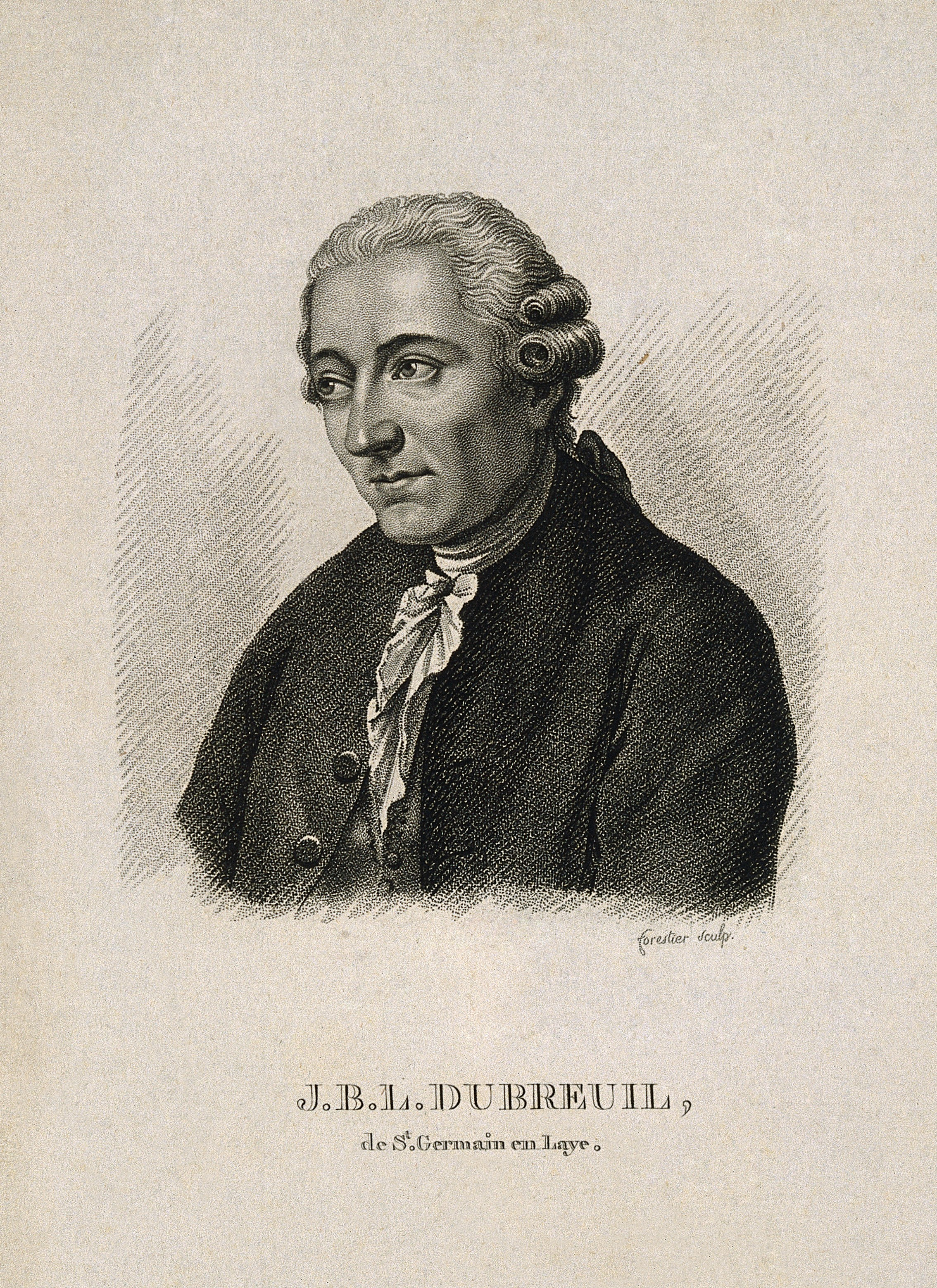
Jean-Baptiste-Léon Dubreuil (gravure par Forestier)

En 1777, à Paris, il rencontre le médecin Jean-Baptiste Léon Dubreuil (1743-1785), attaché à l'hôpital de Saint-Germain en Laye. Dubreuil devient son mentor et lui sert de guide pour ses études médicales. Cabanis témoigna lui-même de l'importance du rôle de son maître, avec qui il vécut quelque temps en compagnie de l'écrivain Jean de Pechméja, auteur des passages anti-esclavagistes les plus véhéments de l'Histoire des deux Indes.

### Initiation aux Lumières

#### Cercle d'Auteuil
En 1778, Turgot et Roucher firent en sorte que Cabanis soit admis dans le salon littéraire de Mme Helvétius, de la rue d'Auteuil. L'ambiance était anti-cléricale, favorable aux réformes sociales, et pleine d'enthousiasme pour la Révolution américaine. Il y connut Condorcet, Tracy, Lacépède, Chénier... et d'autres hommes marquants qui formeront plus tard la société des idéologues.
Les membres les plus influents dans la vie et la pensée politique de Cabanis sont Mirabeau (dont il sera le médecin et l'écrivain des discours), Siéyès et Du Pont de Nemours.
Mme Helvétius se prit d'un « attachement maternel » (elle était alors âgée de 59 ans) pour Cabanis qui entra dans le cercle très fermé des « invités perpétuels ». Là, il impressionne si favorablement Benjamin Franklin que celui-ci le fait élire comme membre étranger à la Société américaine de philosophie, le 21 juillet 1786, alors même qu'il n'a pas encore publié d'œuvre majeure.

#### Loge des Neuf Sœurs
Le cercle d'Auteuil pouvait aussi recevoir la loge maçonnique des Neuf Sœurs dont Franklin était le vénérable de 1779 à 1781. Cabanis en devient membre à cette période avec Roucher et Garat. Le degré d'association et l'influence de cette loge sur Cabanis n'est pas clair. Selon Staum, la loge des Neuf Sœurs, comme la franc-maçonnerie en général, n'a pas joué un rôle actif et coordonné de groupe politique de protestation sous la Révolution, car de nombreuses loges incluaient des membres conservateurs de la famille royale ou de la haute noblesse.
Les liens privés que pouvait entretenir Cabanis avec tel ou tel membre étaient bien plus importants, car les philosophes et futurs idéologues n'ont pas eu besoin des rituels et discussions internes de la franc-maçonnerie pour élaborer les principes des Lumières. Cabanis retiendra surtout de ces principes, issus de la pensée de Diderot et d'Holbach, celui de l'unité de la nature et de la connaissance (philosophie naturaliste).

### Sous la Révolution
Il embrasse chaudement les principes de la Révolution à son début. Notamment lors des troubles survenus dans sa région natale du Bas-Limousin (région de Brive et Tulle) durant l'hiver 1789-1790, suivis d'une répression féroce de la maréchaussée. Au printemps 1790, Cabanis soutient la délégation de Brive (commune révolutionnaire) venue à Paris pour défendre sa cause.
En 1790 et 1791, il se lie étroitement avec Mirabeau pour lui prodiguer ses soins dans la maladie qui l'emporta. Il acquiert alors une notoriété médicale qui le fait accéder à un rôle d'administrateur, plutôt que d'homme politique. Il rejoint un club modéré, le club de 1789, fondé par Condorcet et Sieyès, sans être un membre actif. En fait, il est intellectuellement plus attiré par la réflexion sociale que par l'action politique.
En 1793, Cabanis devient suspect, lors du décret de l'arrestation de Condorcet, pour l'avoir aidé dans sa fuite (qu'il lui aurait aussi donné une dose de poison pour se suicider serait légendaire). La Terreur frappe son entourage direct : le mentor de son adolescence, le poète Jean-Antoine Roucher, est exécuté en 1794. Si Cabanis a été épargné, l'explication la plus plausible est qu'il était respecté pour les soins gratuits qu'il donnait aux pauvres.
Après le 9 Thermidor (27 juillet 1794), le « cercle d'Auteuil » (ceux qui fréquentaient le salon de Mme Helvetius) assume le rôle dirigeant de la reconstruction des institutions savantes et d'enseignement. Le 6 avril 1795, Cabanis est nommé professeur d'hygiène de la nouvelle École de Médecine de Paris.

### Du Directoire à l'Empire

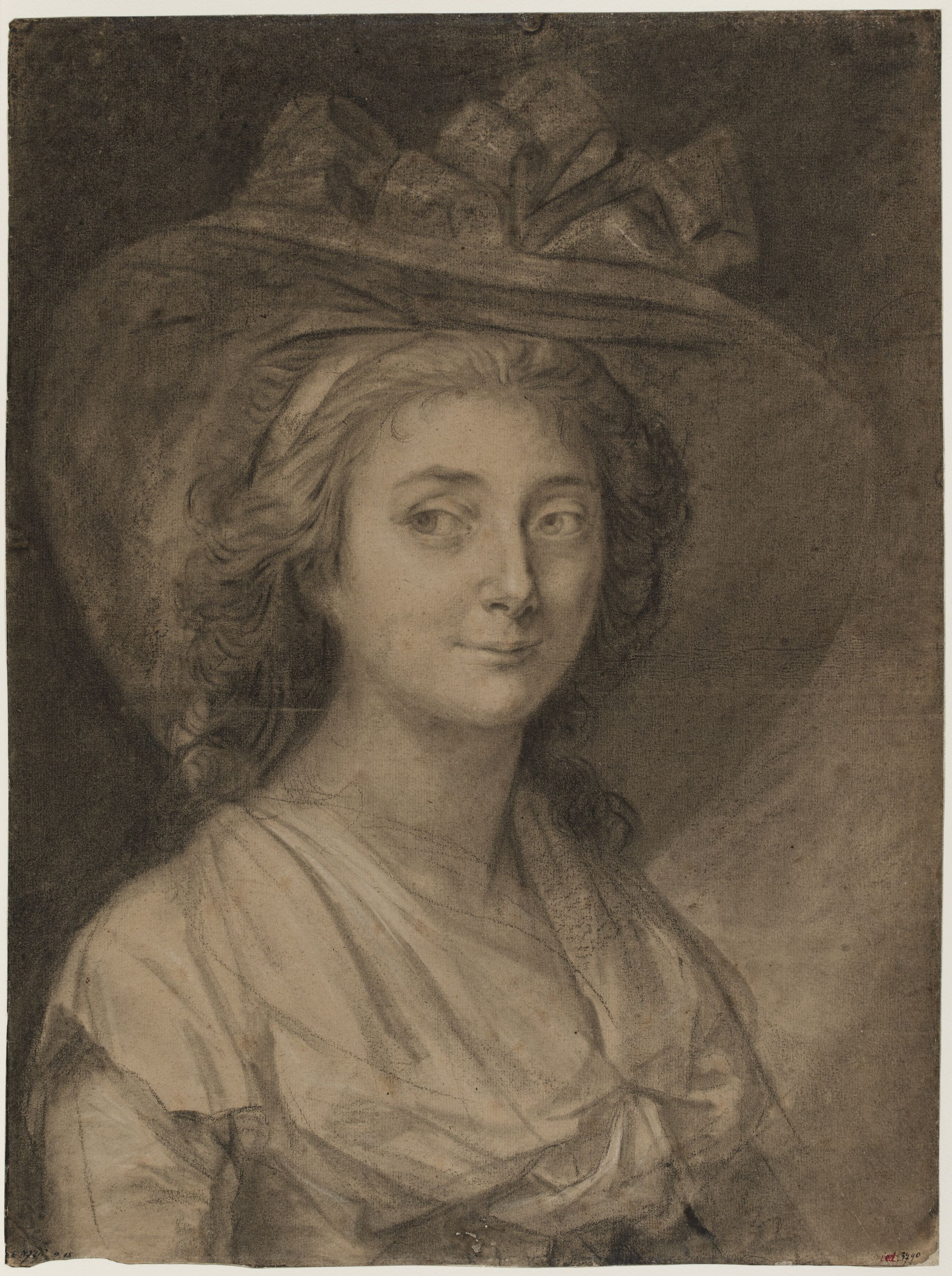
Charlotte de Grouchy dessinée par sa soeur Sophie de Condorcet, 1785-1795 (musée Carnavalet)

Il devient membre de l'Institut de France (Académie des Sciences morales et politiques) le 14 décembre 1795. La période 1796-1802 est la plus marquante de sa carrière philosophique, politique et médicale.
Le 14 mai 1796, Cabanis épouse Charlotte Félicité de Grouchy (1768 Condécourt-1844), sœur du maréchal de Grouchy et de Sophie de Condorcet. Cabanis et Charlotte vivaient ensemble depuis 1791, en ayant déjà deux enfants.
Élu député au Conseil des Cinq-Cents, il approuve en 1797 le coup d'État du 18 fructidor contre les Royalistes. En 1799, il soutient le coup d'État du 18 Brumaire, par crainte d'un retour des Jacobins (Club du Manège et Club du Panthéon). Les historiens sont partagés sur la question de savoir s'il n'a fait que soutenir le coup d'État, ou s'il l'a préparé de façon active et efficace.
Il participe à la rédaction de la Constitution de 1799. En 1800, il est appelé au Sénat conservateur lors de sa création (3 nivôse an VIII). La même année, Cabanis hérite de la villa de Mme Helvétius décédée en août. Avec de Tracy, il continue à présider un salon à Auteuil, qui se joint à la société des idéologues.
Le 24 décembre 1800, c'est l'attentat de la rue Saint-Nicaise, contre Bonaparte alors premier consul. Attentat royaliste, mais qui sert à Bonaparte pour déporter 120 néo-jacobins innocents, éliminant ainsi une opposition gênante. Cabanis fait partie des sénateurs qui tentent de s'y opposer.
Bonaparte exprime alors son mépris pour les idéologues et matérialistes, car il cherche à renouer avec le Saint-Siège. Dès lors Cabanis se place en opposant discret au régime, il considère que la constitution de 1799 est bafouée. Toujours sénateur, il est absent en séance selon les votes : par exemple, à propos du Concordat ou lors du Consulat à vie. Lorsque le Sénat proclame l'Empire en 1804, Cabanis est absent pour raison de santé.
Il devient membre de l'Académie française (no 280) le 28 janvier 1803.
Le 22 avril 1807, déjà de santé fragile, alors qu'il séjournait dans une propriété des Grouchy, situé à Seraincourt (le château de Rueil-Seraincourt), il est atteint apparemment d'une hémorragie cérébrale. Il récupère suffisamment pour aller à la chasse et soigner les pauvres des environs, mais une seconde attaque l'emporte le 5 mai 1808.
Moins de trois semaines avant sa mort, Cabanis avait reçu ses lettres-patentes l'élevant au rang de Comte de l'Empire. En effet, en créant la noblesse d'Empire à partir de 1808, Napoléon place tous les sénateurs à ce rang.

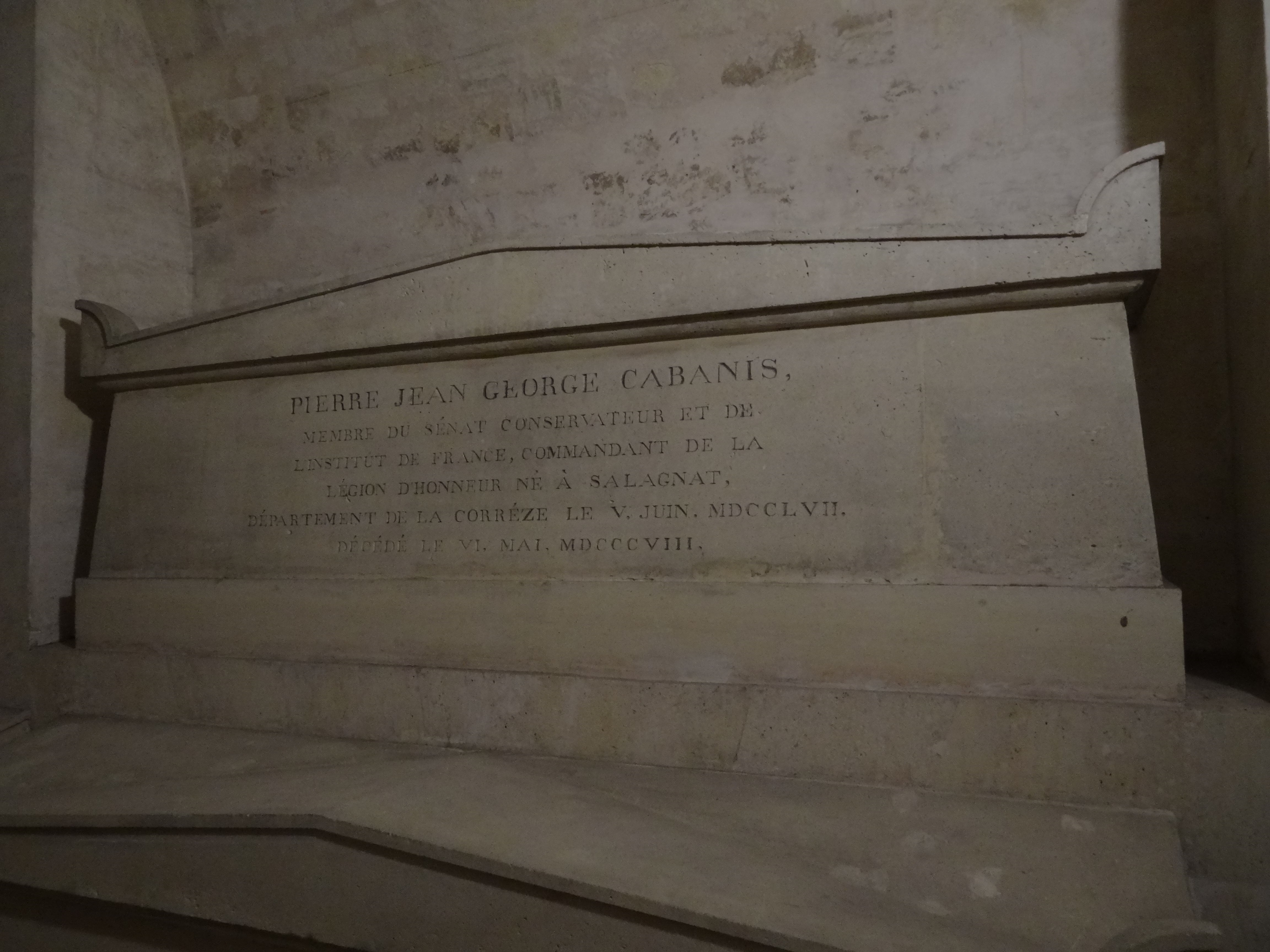
Le tombeau de Pierre Jean Georges Cabanis au Panthéon.

Huit jours après sa mort, Napoléon fait transférer son corps au Panthéon de Paris. Selon J.-C. Sournia, ce transfert indiquerait a posteriori le rôle clé de Cabanis lors du coup d'État du 18 Brumaire. L'éloge funèbre fut prononcé par Garat entouré des députations de l'Institut, du Sénat et de l'École de médecine.

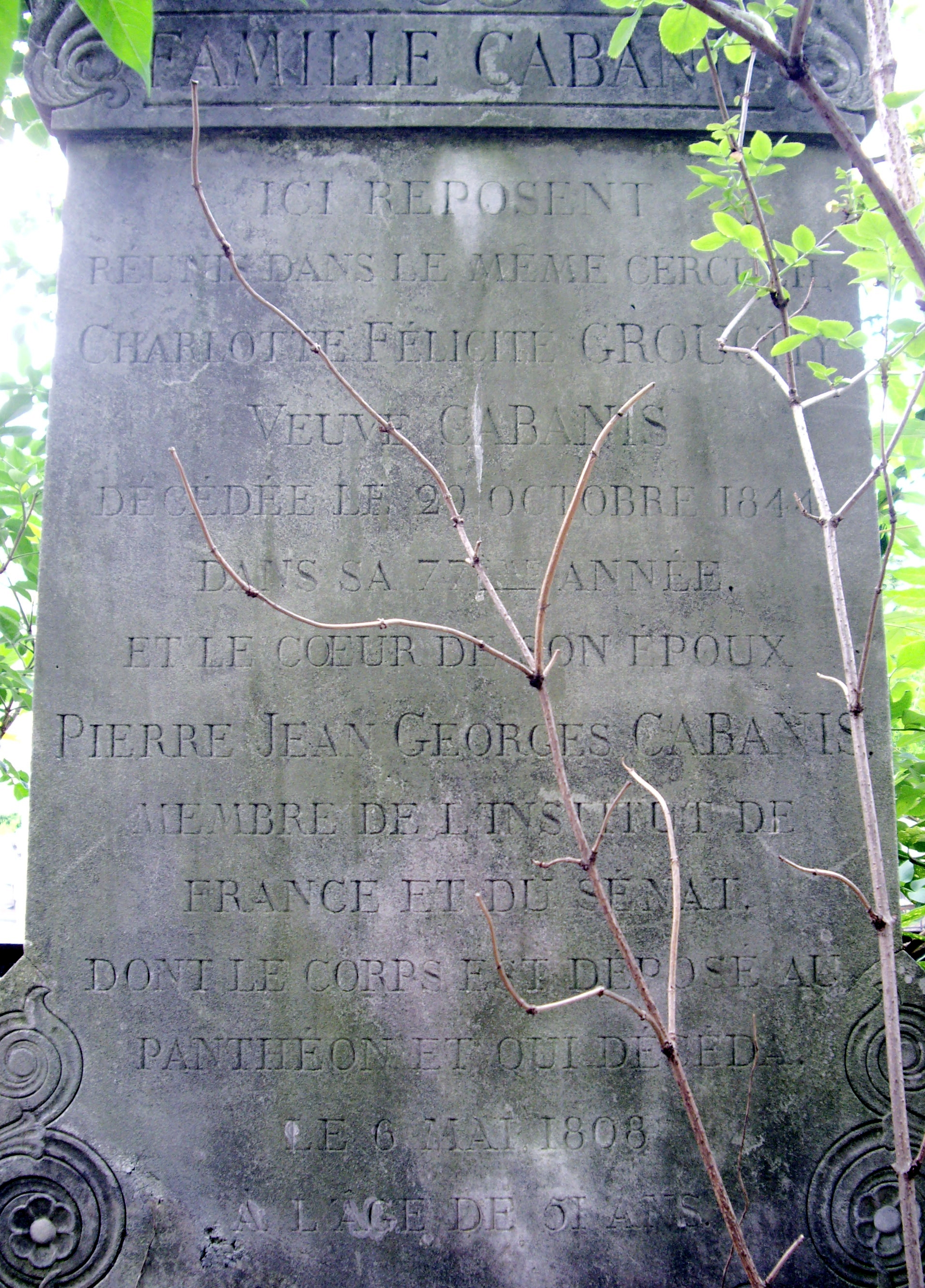
L'inscription sur la tombe de Cabanis, au cimetière d'Auteuil.

Même les opposants les plus critiques de Cabanis n'ont guère remis en question les qualités de sa personne. Sa veuve Charlotte voua un culte à sa mémoire jusqu'à sa mort en 1844. Elle repose avec le cœur de son époux au cimetière d'Auteuil, près de la tombe de Mme Helvétius.

## Contributions philosophiques
Défenseur farouche du matérialisme au sein des Idéologues, notamment avec Destutt de Tracy, il prendra tardivement une attitude plus spiritualiste en accordant à la nature une intelligence cosmique.
Cabanis est fortement inspiré par Locke, dont il lut les écrits pendant ses études, et qui le mit sur la voie de la philosophie classique et de la philosophie de son temps, et notamment du sensualisme de Condillac. L'apport original à la postérité de ces deux penseurs sera l'introduction de la physiologie dans la psychologie.

### Philosophie de la médecine
En 1788, Cabanis achève son Du degré de la certitude de la médecine (qui ne sera publié qu'en 1798), dans un contexte où la médecine est l'objet de critiques publiques. Cette défiance qui remonte à Montaigne et à Molière, se situe aussi dans la lignée de Jean-Jacques Rousseau qui, dans son Émile, montre la médecine comme un obstacle artificiel et corrompu sur le chemin de la nature. À cette époque, l'état de la médecine contraste avec les progrès des sciences mathématiques, physiques et chimiques. Les médecins sont accusés d'ignorance des causes de la vie, des maladies et de l'action de leurs remèdes.
Pour répondre à ces attaques, Cabanis distingue entre l'essence (la connaissance des causes) et le phénomène (ce qui est accessible aux sens). Il se réfère plus particulièrement à Condillac (dichotomie entre les sensations externes et les idées réfléchies par l'intermédiaire du langage). La médecine est science d'observation, basée sur un empirisme néo-hippocratique. Pour expliquer la vie, Cabanis fait appel à un principe vital, analogue au principe de gravitation de Newton. La médecine peut être efficace sans la connaissance des causes premières, comme on peut améliorer l'agriculture sans connaitre le « secret de la vie végétale ».
Cabanis conclut que si la médecine n'existait pas, il faudrait l'inventer. Si la médecine fait parfois peu de bien, ou même du mal, elle empêche toujours le pire en écartant « l'ignorance audacieuse » ou l'incompétence grossière . Lors de sa publication définitive, Cabanis renforce cette conclusion en insistant sur le devoir patriotique et la responsabilité sociale du médecin dans sa quête de la vérité contre les superstitions. La médecine se situe alors dans le cadre d'une science de l'homme et de la société.

### Philosophie de la connaissance
En 1802, Cabanis publie son œuvre philosophique majeure : Rapports du physique et du moral de l'homme. Selon lui, la formation de nos idées est conduite par la sensibilité organique, qui dirige aussi l'activité de nos organes, et donc la totalité de chaque être vivant. Par l'observation d'états pathologiques, ou de l'effet de narcotiques, et des états psychologiques associés, il présente nos pensées comme un résultat physiologique d'une perception par un organe approprié, le cerveau. Ainsi, il ancre l'instinct au sein de la charpente matérielle de chaque être vivant, comme l'est chaque organe par sa prédisposition à effectuer telle ou telle tâche dans l'organisme.

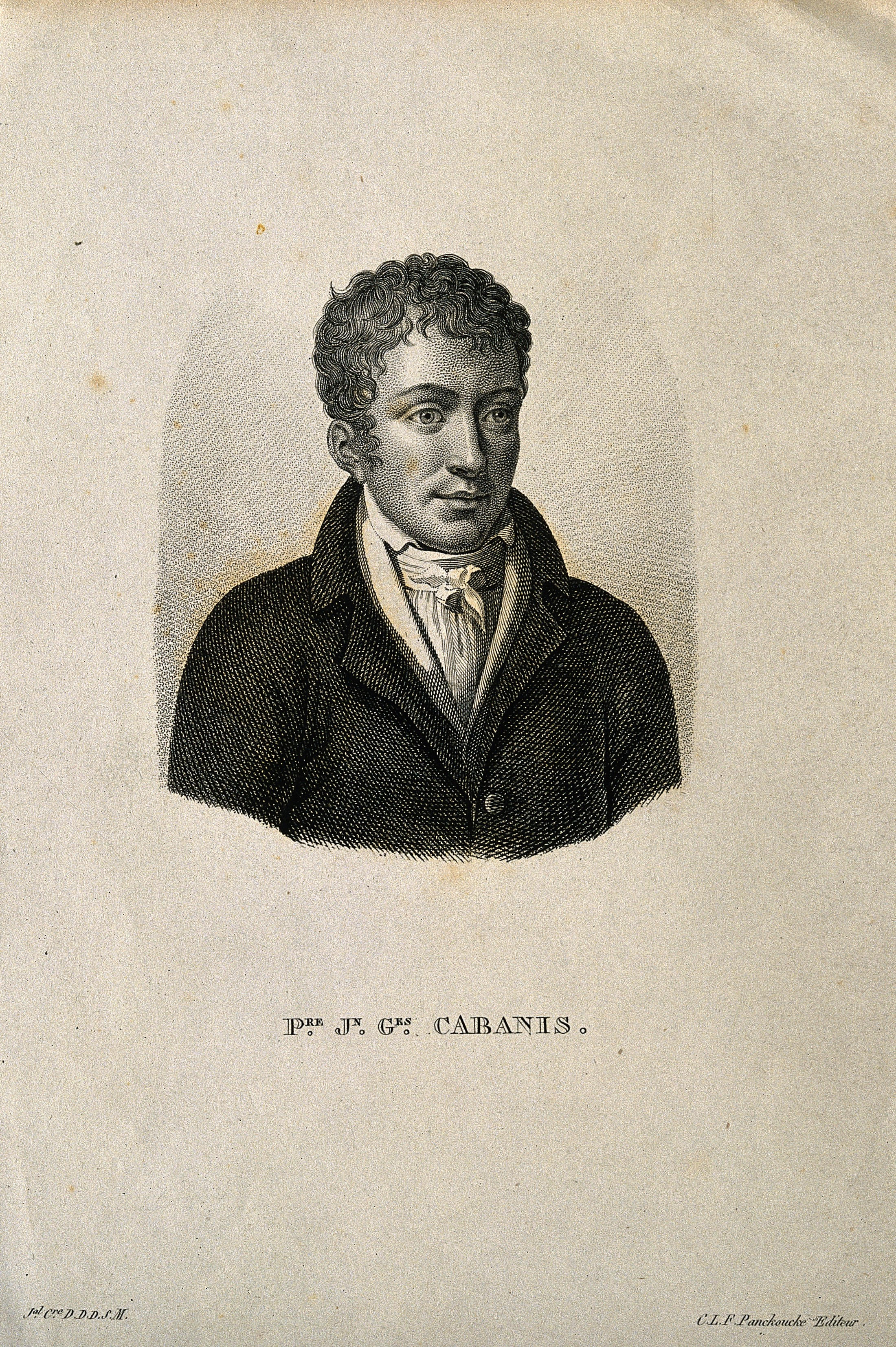
Pierre-Jean-Georges Cabanis, gravure de Tardieu.

Selon Staum, si Cabanis insiste sur l'unité du physique et du moral « confondus à leur source », il ne réduit jamais la sensibilité organique des phénomènes mentaux aux mêmes forces physico-chimiques de la matière non vivante. La sensibilité organique tient d'un principe vital raffiné, analogue mais distinct des principes plus élémentaires comme ceux de gravitation et d'affinité chimique.
Les thèses de Cabanis font l'objet d'interprétations divergentes selon leur contexte historique. Celles du XIXe siècle se situent dans le cadre d'un dualisme, où Cabanis est perçu comme un matérialiste grossier qui, à la fin de sa vie, se retourne en spiritualiste. Celles du XXe siècle insistent soit sur le monisme de Cabanis (Martin Staum) qui aurait préparé le monisme biomédical, soit sur l'hylozoïsme de la fin de sa vie (Jean Cazeneuve).
Dans le contexte de son époque révolutionnaire, la philosophie de Cabanis est ambitieuse : elle vise à établir une science de l'homme dans une « chaîne des vérités » réalisant l'unification de la physiologie, de l'analyse des idées (idéologie, au sens des Idéologues), et de l'éthique. L'homme est ainsi intégré dans la nature, il en fait partie, au point de devenir lui-même objet de science par l'étude des relations entre son physique et son moral.
Une telle entreprise écarte radicalement la métaphysique de l'âme, de Dieu et de l'au-delà, aussi bien que la philosophie morale des impératifs catégoriques. Tout au long du XIXe siècle, Cabanis sera la cible de nombreux critiques réduisant sa philosophie à la vision d'un homme-machine dans un cosmos indifférent, calculateur égoïste de ses besoins, animé par le principe de plaisir.

#### Cerveau et estomac
Pour les historiens de la philosophie, Cabanis est connu comme l'exemple même du matérialiste « vulgaire ». Charles de Rémusat écrivait ainsi de lui qu'il affirmait que le « cerveau digère les impressions comme l'estomac digère les aliments, et opère ainsi la sécrétion de la pensée », et que « le moral n'est que le physique considéré sous certains points de vue particuliers ». Cette métaphore est devenue si célèbre qu'il suffit de la citer pour faire comprendre qu'elle ne vaut même pas la peine d'être réfutée.
Selon Staum, les critiques de Cabanis n'ont pas respecté le texte exact en supprimant des mots importants : « le cerveau en quelque sorte digère les impressions ; il fait organiquement la sécrétion de la pensée ». Au temps de Cabanis, la physiologie de la digestion était aussi mal connue que la physiologie cérébrale. De Malpighi, qui attribuait au cerveau une « structure glandulaire » sécrétant un « suc nerveux », aux médecins (Baglivi, Boerhaave...), naturalistes (Buffon), philosophes (Diderot)... tous ont accepté l'idée que le cerveau sécrète un « fluide nerveux ». Cabanis n'aurait émis aucune idée nouvelle, il synthétise les connaissances de son époque en opérant une unification (nouvelle) de la physiologie et de la psychologie de son temps,.
Pour les historiens de la médecine, Cabanis est au contraire plutôt un vitaliste. Son maitre en médecine, J.-B.-Léon Dubreuil (1748-1783), était issu de la Faculté de Montpellier, influencé par le vitalisme montpelliérain de Paul-Joseph Barthez. Pour Cabanis le « fluide nerveux » se rapproche d'un autre fluide subtil, le « fluide électrique », mais il insiste sur le fait que l'électricité animale a des propriétés propres (« force vitale »), irréductible à l'électricité physique ordinaire. Après son analogie cerveau-estomac, Cabanis signale qu'il ne s'intéresse qu'aux phénomènes, aux effets (les faits généraux de la nature vivante) et non pas à leur essence causale (inexplicable et inconnaissable).

#### Lettre sur les causes premières
En 1824, un médecin de Montpellier, Frédéric Bérard, publie une lettre inédite de Cabanis intitulée Lettre à Fauriel sur les causes premières. Cette lettre a été probablement écrite vers 1806, en étant adressée à Claude Fauriel, qui travaillait alors sur une histoire du stoïcisme. Cabanis l'encourage dans son travail, en présentant ses propres opinions sur un cosmos unique, rationnel et animé par une seule force unitaire, qu'il rapproche de la croyance des stoïciens antiques en un monde animé par une seule force, le pneuma ou souffle. En privé, Cabanis évoque l'existence probable d'une intelligence universelle et même l'existence possible d'une âme immortelle.
Cette lettre a suscité de nombreux commentaires divergents au XIXe siècle . Selon Bérard, Cabanis aurait masqué ses convictions profondes en raison du cadre hostile de la Révolution. D'autres saluent la « remarquable conversion » de Cabanis ; ou au contraire l'accusent de panthéisme lorsqu'il identifie Dieu et le monde.
Selon Staum, il n'y aurait pas de contradictions dans la pensée de Cabanis, mais une lecture superficielle de ses écrits. Dans les Rapports, Cabanis garde une distance agnostique appropriée à un travail scientifique. Dans sa Lettre, il se place sur le terrain de l'indémontrable où il se permet des « conjonctures plus ou moins plausibles », et « aussi longtemps qu'elles ne trahissent pas la raison analytique elle-même ». Aussi rejette-il les causes finales comme vaines et stériles, mais il admet l'existence possible d'une cause première d'où procèdent toutes les forces de l'univers organisées en intelligence cosmique.
La matière et sa force unique (pneuma grec ou « énergie ») s'organisent par degrés en attraction physique, en affinité chimique, puis en principe vital de l'instinct et de la sensibilité, jusqu'au moi individuel : « Cabanis amorce même un transformisme à la façon de Lamarck ». Cabanis peut ainsi concilier le déterminisme physiologique (physique de l'homme) avec la liberté de choix (moral de l'homme) par l'idée que l'homme est toujours perfectible, en tant que dernier chaînon dans « la grande chaine des êtres ».
Sur la question religieuse, Cabanis rejette les religions établies du fait qu'elles ont apporté plus de maux que de bienfaits, il en conclut que l'on doit s'en méfier. Il attribue l'origine des idées religieuses à un besoin naturel de l'humain. Il accepte le sentiment religieux comme participant à la dignité humaine. L'homme, pour être à l'aise dans l'univers, doit surmonter « l'incertitude et la frayeur » sur les mystères qui transcendent la science. Il se fait donc l'avocat d'une religion acceptable par un philosophe, c'est-à-dire qui n'offense pas la raison, qui garantit les vertus des individus, et qui assure la tranquillité de l'ordre social.
Selon Staum, la reconnaissance par Cabanis du besoin de religion est compréhensible dans le cadre de la restauration catholique de l'Empire ; mais sa confiance renouvelée envers une religion civile est plus surprenante après l'échec populaire notoire, sous la Révolution, du culte décadaire et du culte de la Raison et de l'Être suprême.
La philosophie de Cabanis, qui a trouvé son origine dans un rejet de l'innéisme par Locke, en constitue une sorte de retour, mais après avoir sorti l'innéité du domaine spirituel pour la placer au sein du matérialisme. Elle forme ainsi un appui de l'idéalisme dans le domaine médical qu'utiliseront Schopenhauer dans sa philosophie de la volonté et Maine de Biran dans sa psychologie.

## Idées sociales et politiques

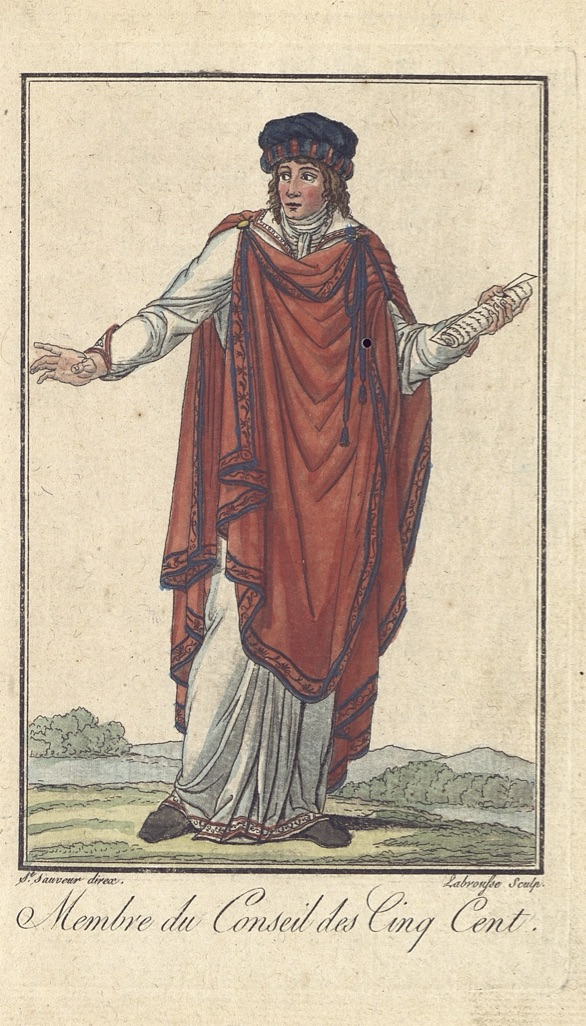
Costume des membres du Conseil des Cinq-Cents (gravure, 1796).

Penseur des Lumières, il refuse la tyrannie, les privilèges héréditaires, l'inégalité « artificielle », et l'esclavage, mais il craint en même temps le désordre social. Lors des troubles du Limousin en 1789-1790, il soutient les émeutiers contre la répression, mais il rappelle que les idéaux révolutionnaires ne seront atteints que graduellement.
Il est très proche de Mirabeau, en publiant quatre mois après la mort de celui-ci, Travail sur l'éducation publique, trouvé dans les papiers de Mirabeau l'aîné (1791). Selon Staum, la plupart des discours de Mirabeau sur l'éducation ont été préparés par Cabanis lui-même. L'éducation doit prendre modèle sur l'agriculture (celle des physiocrates), surtout dans l'enfance, où l'on doit cultiver les bonnes habitudes contre les mauvaises. L'éducation est ainsi une « science de la liberté ».
Cette liberté, qui est celle du travail honnête, permet d'acquérir la propriété. Cette propriété privée est un fondement sacré de la société, qui contribue à la prospérité générale. Si Cabanis est d'abord préoccupé par la création et la diffusion des richesses, il l'est moins par l'inégalité économique qui relève, selon lui, d'une inégalité « naturelle » (celle de la capacité à acquérir).
Cependant, il est assez réaliste pour refuser le laissez-faire dans la question de la pauvreté. Il voit dans la masse des pauvres, une menace d'agitation sociale, comme celle des années 1792-1795, qui pourrait se renouveler, mais au profit d'une réaction royaliste. En 1803, il défend un système d'assistance unique et centralisé, basé sur un fonds national alimenté par les régions prospères pour aider les régions défavorisées. Cabanis est convaincu que la liberté des propriétaires et l'accumulation de richesses conduisent à terme à l'augmentation des salaires, et à la disparition de la pauvreté.
Sur les questions politiques, il défend « la bonne démocratie » libérée de l'influence des clubs et des démagogues. Cabanis partage l'opinion de Jean-Jacques Rousseau selon laquelle une démocratie pure ne peut exister que dans une petite Cité, alors que les grands pays, eux, ont besoin d'un exécutif fort. Selon Cabanis « Tout doit être fait pour le peuple et au nom du peuple ; et rien par le peuple ou sous sa mauvaise dictée ».
Le critère de capacité politique est l'appartenance à « la classe moyenne » où se trouvent les talents et les vertus. Gouverner relève d'un « art social », qui consiste à diriger les lois et les habitudes, car le peuple n'est pas assez éclairé. En participant à la rédaction de la constitution de 1799, il vise à la stabilité et à la dignité d'une aristocratie naturelle, par opposition aux castes héréditaires artificielles.
L'idéologie de Cabanis est paternaliste et optimiste. Il est convaincu que les individus et le genre humain sont perfectibles, vers des « progrès incalculables », pour peu que la propriété produise les richesses, et l'éducation les Lumières. En ce sens, la société est comme un organisme vivant, à replacer dans sa liberté naturelle. Pour Cabanis médecin, « l'art social » de la politique relève d'une thérapie sociale.

## Refondation de la médecine
En quelques mois (1791-1792), la médecine de l'Ancien Régime s'effondre, pour ne plus se relever. Il faudra près d'une dizaine d'années pour en reconstruire une nouvelle, basée sur la question hospitalière, l'enseignement médical, et la profession médicale.

### Question hospitalière

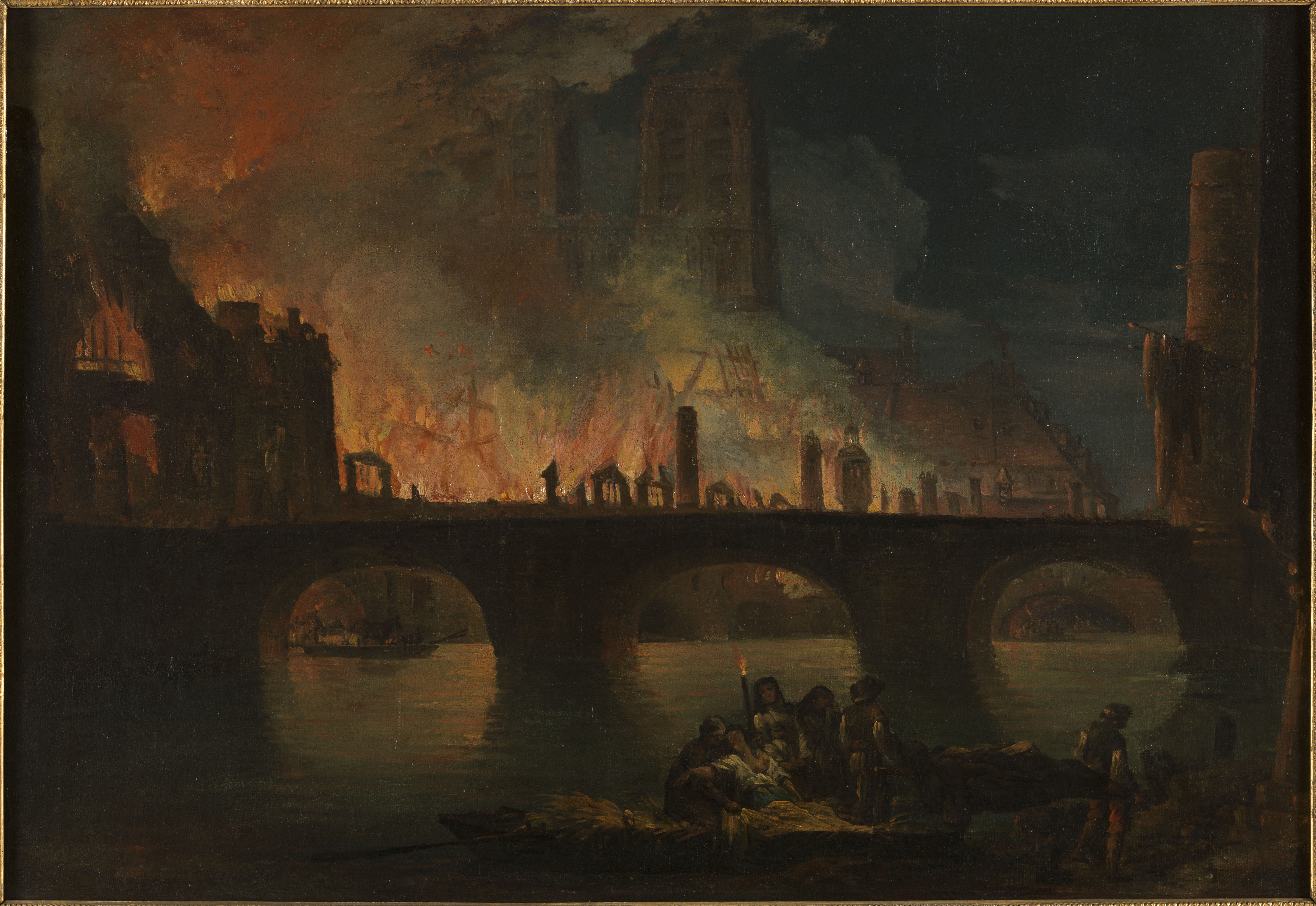
L'Incendie de l'Hôtel-Dieu en 1772, peinture de Génillon, musée Carnavalet.

En 1772, un énorme incendie détruit une grande partie de l'Hôtel-Dieu de Paris. La catastrophe suscite un vaste débat sur les hôpitaux, et dans toute la France, de nombreux textes, rapports et propositions sont discutés dans les académies et sociétés savantes. Le point d'orgue est la célèbre publication de Jacques Tenon en 1788 Mémoires sur les hôpitaux de Paris.
En 1790, Cabanis apporte sa contribution avec ses Observations sur les hôpitaux. Il critique les propositions d'architectes de créer de grands hôpitaux de plusieurs milliers de lits (de 1200 à 5400 lits à deux places). Il s'agit là d'une situation dangereuse propice à des maladies « artificielles » ou aggravées qui n'apparaissent pas en conditions habituelles,.
Il conclut à la seule utilité de petits hôpitaux de 100 à 150 lits individuels, rapprochant au mieux les malades et les soins aux malades d'un environnement « naturel ». Il suggère ainsi que Paris pourrait se doter d'une trentaine d'hôpitaux de petite taille, sans aucun coût de construction, par l'achat d'hôtels particuliers,. Cabanis propose aussi l'utilisation de « journaux d'hôpitaux », basés sur une « médecine d'observation » (en termes modernes : tenue quotidienne d'un dossier médical sur les malades hospitalisés).
Cabanis lie la question des hôpitaux à celle de la pauvreté et de l'accès aux soins. Pour les soins, comme pour la gestion, les hôpitaux doivent être sous contrôle public. La charité et l'aumône mal distribuées (l'Église et son clergé sont visés) ne sont qu'un fléau supplémentaire pour les pauvres. Alors que la charité publique (assistance) faite avec discernement garantit tout à la fois, selon Cabanis, l'intérêt des pauvres et celui des riches.
Ce rapport est favorablement accueilli par Augustin Thouret du Comité de Mendicité, qui en fait une référence en juin 1790. Mais en 1792, ce rapport est dépassé par l'avènement de la Convention nationale et la politique radicale du Comité de salut public. Par exemple, chez les Girondins, Lanthenas affirme « La liberté, l'égalité, la fin de la pauvreté, supprimeront la maladie », et chez les Montagnards, Barère proclame « Plus d'aumônes, plus d'hôpitaux, ces deux mots doivent être effacés du vocabulaire républicain ».

### Enseignement et profession médicale

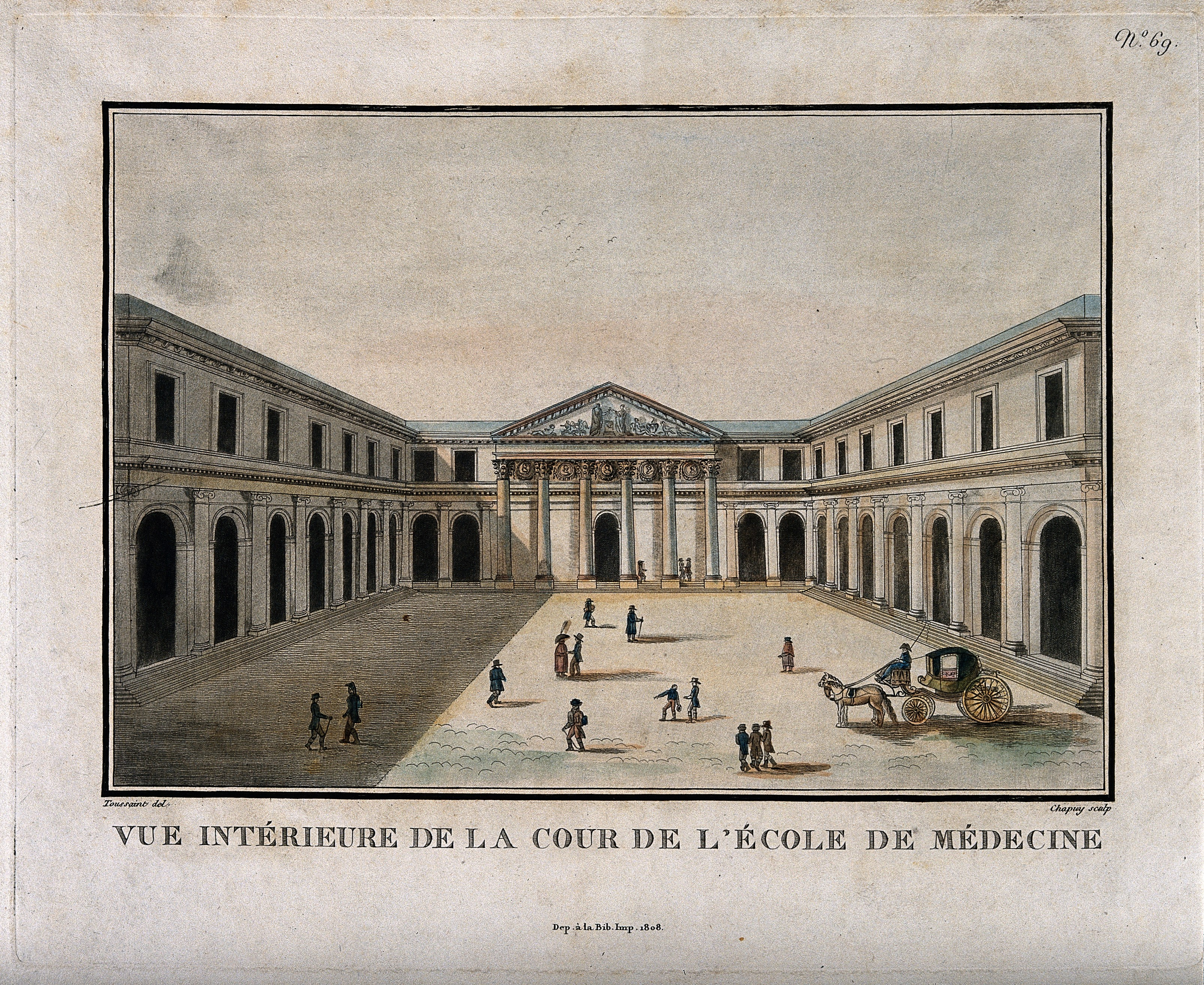
Vue de l'École de médecine de Paris (bâtiments de l'ex-Académie Royale de Chirurgie), gravure de Chapuy (1808).

En 1791, la loi Le Chapelier supprime toutes les corporations professionnelles. En conséquence, « l'art de guérir » devient entièrement libre ; on espère retrouver la liberté antique, où chacun peut être le médecin de soi-même et celui des autres. Cependant les pertes militaires de 1792-1794 montrent la pénurie de soignants qualifiés, et par contraste l'efficacité des chirurgiens à traiter les blessures et les fièvres. Le prestige des chirurgiens, et celui des médecins connaissant l'anatomie, s'en trouve grandi.
Après la chute de Robespierre (juillet 1794), Cabanis devient un homme de cabinet, penseur et conseiller de Fourcroy, savant et député ayant une grande expérience politique, chargé de l'éducation et de l'enseignement. Cabanis est le théoricien fournissant les idées, Fourcroy les met en forme de décrets et de lois pour les présenter et les défendre devant les députés.
Le 4 décembre 1794, un décret établit trois écoles de santé à Paris, Montpellier, et Strasbourg. À Paris, trois « hospices d'enseignement » sont désignés : « de l'Humanité » (Hôtel-Dieu), de « l'Unité » (la Charité), et les locaux de l'académie de chirurgie. Tous les biens des anciennes facultés de médecine sont attribués à ces trois écoles. La motivation principale est la nécessité de répondre aux besoins urgents des armées, avant les besoins sanitaires du pays. Concrètement, ces mesures ne prendront forme définitive que sous le Consulat et l'Empire.
En 1795, Cabanis présente un rapport Considérations générales sur les révolutions de l'art de guérir, auprès de Garat et de Fourcroy qui en font une référence. Il s'agit d'un manuscrit, première version destinée à être complétée, et qui ne sera terminée et publiée qu'en 1804 sous le titre Coup d'œil sur les révolutions et la réforme de la médecine.
Cabanis présente ainsi plusieurs rapports devant le Conseil des Cinq-Cents, par exemple sur la « police médicale » (1797) – en termes modernes, à la fois la médecine légale et l'hygiène publique –, ou sur l'organisation des professions de santé dans les départements (1798). Dans ces domaines, le Directoire est plus d'une période de discussions que de décisions, mais les idées de Cabanis jouèrent un rôle déterminant par la suite.

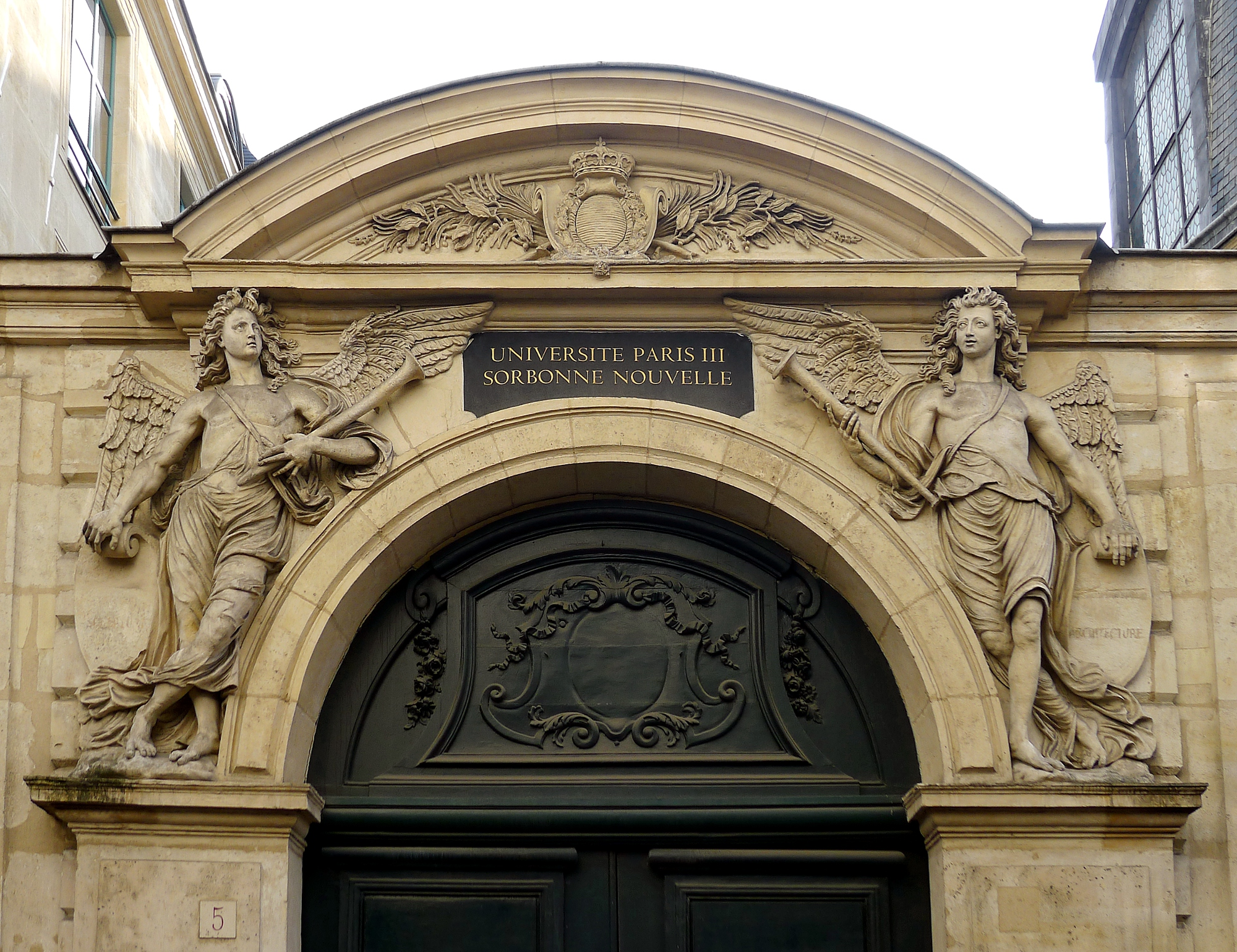
Portail d'entrée du n°5 de la rue de l'École de Médecine, photographié en 2012.

En 1797, Cabanis soutient le projet de loi Barailon sur l'exercice illégal de la médecine, selon lequel c'est à la République de décider qui peut ou non exercer la médecine. Pour lutter contre le charlatanisme et le « brigandage » de la médecine, l'art de guérir nécessite un diplôme reconnu par la loi, ce qui ne sera effectif que par la loi de 1803.
En 1798, Cabanis propose de réunir la médecine et la chirurgie en une seule et même profession, car « L'art de guérir ne se divise pas ». Il met en avant la médecine d'observation, par opposition à la médecine des systèmes spéculatifs.
En collaboration avec Thouret, Cabanis joue un dernier rôle important en participant à la rédaction de la loi de 1803 (19 ventose an XI, 10 mars 1803). Cette loi, rapportée par Fourcroy, porte sur la réorganisation de l'enseignement et de la profession médicale. Elle pose les bases de la médecine française jusqu'au début du XXIe siècle. Elle ne sera profondément modifiée que sur les points suivants (correction des conceptions élitistes et paternalistes de Cabanis) :
- En 1892, suppression des « officiers de santé » ou médecins sous-qualifiés (durée d'études plus courtes) répondant aux besoins des armées ou à ceux des zones rurales. Cabanis pensait que les pauvres gens simples et illettrés des campagnes étaient plus facile à soigner que les riches citadins instruits et cultivés.
- À partir de 1968, suppression progressive des concours (d'abord ceux de l'externat et du professorat, plus tard de l'internat transformé en épreuves classantes nationales en 2004). Cabanis considérait que la médecine devait disposer d'un corps d'élite, qu'il appelle « mandarins », troupe de choc des Lumières et de la Vertu[44].
- En 2002, loi relative aux droits des malades (démocratie sanitaire)[43]. Pour Cabanis, le médecin était le seul juge compétent de l'intérêt de son malade.

## Œuvres et publications

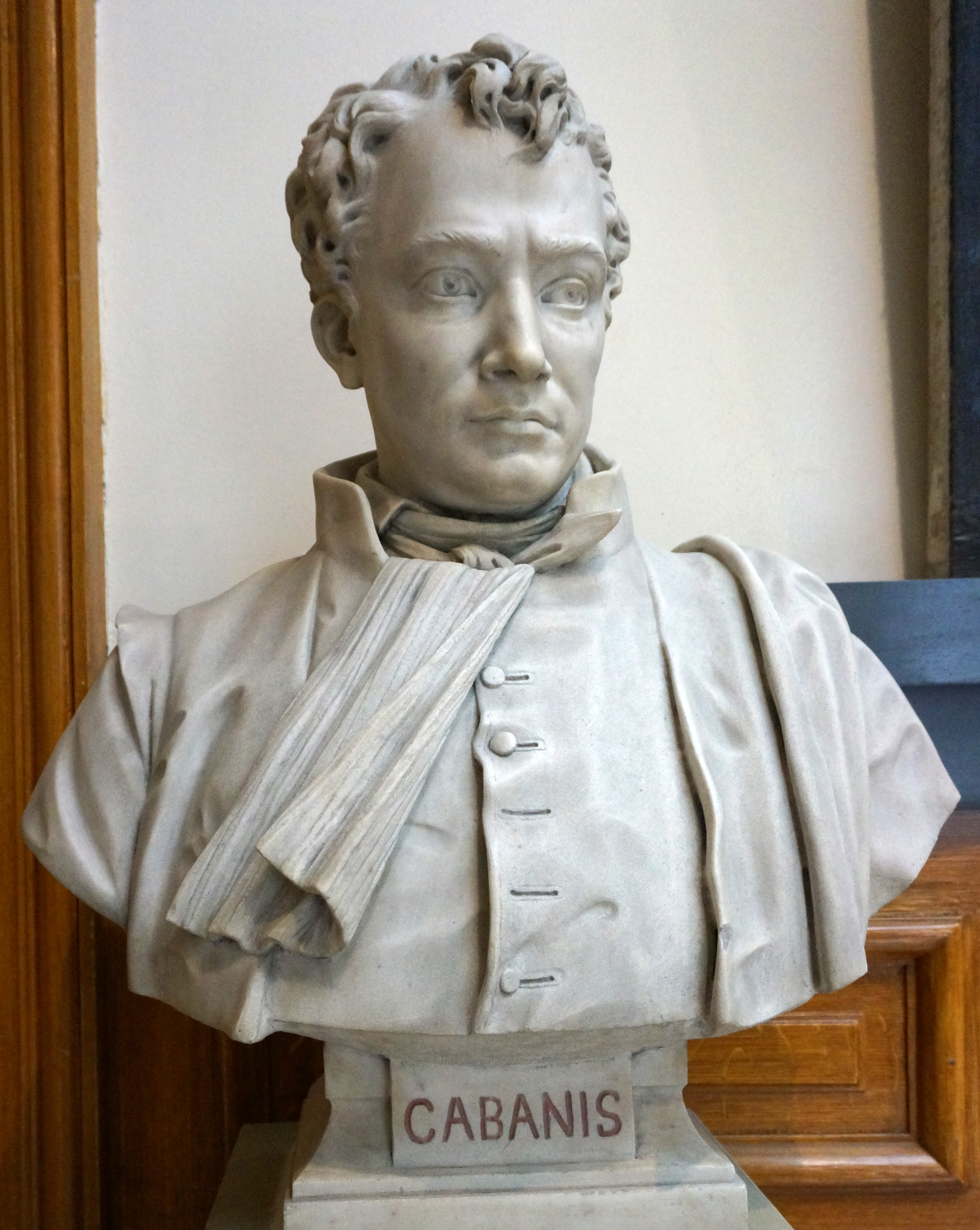
Pierre Jean Georges Cabanis, buste, musée d'histoire de la médecine (Paris).

Les ouvrages essentiels de Cabanis peuvent être classés en trois catégories :
- À propos de l'histoire de la médecine :
  - Coup d'œil sur les révolutions et la réforme de la médecine (1804).
- Sur l'organisation de l'enseignement médical et des hôpitaux :
  - Observations sur les hôpitaux (1790). (Texte intégral.)
  - Rapport sur l'organisation des écoles de médecine (1799).
- Sur la philosophie de la médecine particulièrement sur les rapports du physique et du moral, de la physiologie avec la psychologie :
  - Du degré de la certitude de la médecine, 1798 ; éd. mise à jour 1803 ; réimp. : Paris 1989.
  - Rapports du physique et du moral de l'homme, en 2 vol., 1802 ; édités séparément par le docteur Laurent Cerise, 1843, et par Louis Peisse, 1844. C'est le plus important de ses ouvrages : il se compose de 12 mémoires (6 lus devant l'Institut en 1796-1797 et publiés en 1798, et 6 supplémentaires pour l'édition définitive de 1802). Cabanis y traite de la part des organes dans la formation des idées, de l'influence des âges, des sexes, des tempéraments, des maladies, du régime ; ainsi que de la réaction du moral sur le physique.
  - Lettre à Fauriel sur les causes premières, testament philosophique (ouvrage posthume) publié pour la première fois en 1824 par Frédéric Bérard.

On a aussi de lui divers écrits médicaux, politiques ou littéraires :
- - Journal de la maladie et de la mort d'Honoré-Gabriel-Victor-Riquetti de Mirabeau, 1791.
  - Note sur l'opinion de MM. Oelsner et Soemmering, et du citoyen Sue, touchant le supplice de la guillotine, article du Magasin encyclopédique, 1795, 155.
  - Travail sur l'éducation publique, trouvé dans les papiers de Mirabeau l'aîné, 1798 ; 1803 ; 1819.
  - Quelques considérations sur l'organisation sociale, 1799.
  - Observations sur les affections catarrhales, 1807.
  - Quatre discours sur l'Éducation publique (découverts après son décès).

Les ouvrages de Cabanis ont été réunis dans Œuvres complètes de Cabanis par François Thurot, en 5 volumes in-8, 1823-1825 .
Une sélection a été faite par Georges Poyer Cabanis, choix de textes et introduction, Paris, 1910, avec une biographie.
Ses textes philosophiques ont été édités par Jean Cazeneuve : Œuvres philosophiques, en 2 volumes, Paris 1956.
François-Auguste Mignet a lu en 1850 à l'Académie des sciences morales une Notice sur Cabanis.

## Notoriété

### Titres
- Comte Cabanis et de l'Empire (lettres patentes de mai 1808, Bayonne[18]) ;

### Distinctions
- Légion d'honneur[15] :
  - Légionnaire (9 vendémiaire an XII), puis,
  - Commandant de la Légion d'honneur (25 prairial an XII).

### Reconnaissance
Plusieurs odonymes font référence au Docteur Cabanis ; en particulier à Paris où il existe une rue Cabanis.
Le lycée Georges-Cabanis de Brive-la-Gaillarde porte aussi son nom.

## Armoiries
| Figure | Blasonnement |
|        | Armes du comte Cabanis et de l'Empire D'argent, à la balance soutenue par une verge embrassée d'un serpent, le tout de sable ; quartier des comtes sénateurs. - Livrées : jaune, bleu, noir & blanc. |